# José Guillermo Cortines
José Guillermo Cortines (Santo Domingo, 5 de diciembre de 1973) es un actor, cantante y presentador de televisión dominicano, conocido por sus roles en Trópico y El rostro de Analía. También tuvo una actuación importante en la película La fiesta del Chivo

## Primeros años
José Guillermo nació en Santo Domingo, República Dominicana, sus padres son José Rafael Cortines Cajarvilles y María Evelina Domínguez, sus dos hermanos Evelyn de Lourdes y José Ramón, y sus hijas Marah Cortines y Amelie Cortines. Estudió en la ciudad de Santo Domingo en el Colegio San Judas Tadeo, y en el Centro de Enseñanza El Buen Pastor. Hizo estudios de diseño gráfico publicitario en la Universidad Nacional Pedro Henríquez Ureña (UNPHU), donde se graduó en el año 1996.
Desde pequeño tuvo inclinación para la actuación y el canto. Con su clara visión de que se quería dedicar a la televisión, hizo estudios en la Escuela Nacional de Locución Profesor Otto Rivera en 1998.
Además tomó clases de canto con Frank Ceara conocido cantante de República Dominicana, y también con la profesora María Remolá.

## Carrera

### Televisión y teatro
Su carrera artística comenzó en los años 80 como guitarrista en bandas de Rock de la República Dominicana. En los años 90 entra a la televisión como presentador en varios programas, entre ellos: Sin la muela en vivo por el canal Mango TV propiedad de Juan Luis Guerra, Cocoloco internacional, Bulevar 37, Bureo Café y otros. Estos programas le abrieron las puertas a su carrera de actuación en populares miniseries de televisión. Algunas de ellas fueron: Hasta que la muerte nos separe, Cuando llama el amor, El planeta y Apartamento 402. Estas dos últimas fueron producciones de Mariasela Álvarez para su programa semanal Esta noche Mariasela. También actuó en Paraíso que fue filmada en República Dominicana y tuvo difusión en España.
En 1997, sus roles en el teatro lo hicieron muy popular. Bajo la dirección de la productora Nuryn Sanlley, hizo de Tony Manero en Saturday Night Fever. Además trabajó en otros musicales como: LP: Misión disponible y The Sound of Music. En 1999, trabajó en Los tres mosqueteros y Grease.
En 2003, bajo la dirección del productor Amaury Sánchez, participó en Sonido para una imagen. En 2005 trabajó en Disco Forever. Otras obras en las que actuó fueron: La bella y la bestia, Los piratas de Barba Negra y Una fiesta inolvidable. En 2008 interpretó a Marius Pontmercy en Los Miserables.
Por su papel de Juan Pablo Guzmán en Trópico, en la que actuó junto a José Luis Rodríguez "El Puma", recibió el reconocimiento y premio de la revista Carteles de Miami. Esta telenovela fue transmitida por Antena Latina en República Dominicana y por Univisión en Estados Unidos.
En 2008, trabajó en la telenovela El rostro de Analía de Telemundo haciendo el papel de Mauricio (Mauri) Montiel. De 2009 a 2010, participó en la telenovela Más sabe el diablo; después se fue a la cadena de Univisión y participó en las telenovelas Sacrificio de mujer, Eva Luna y Corazón apasionado. En 2012, regresó a la cadena Telemundo donde tuvo una participación especial en la telenovela Corazón valiente, después participó en una serie llamada Mia Mundo, luego en la telenovela El rostro de la venganza como Alex Maldonado, y participó en la telenovela Marido en alquiler, protagonizada por Sonya Smith.

### Cine
En 2004, trabajó en las producciones cinematográficas dominicanas Negocios son negocios y Los locos también piensan. Ese mismo año, tuvo un importante papel como Octavio de la Maza en la película La fiesta del Chivo, basada en la novela de Mario Vargas Llosa.
En 2006, prestó su voz en la película animada dominicana 3 al rescate. y también participó en la película Viajeros
En 2014, participa en la película dominicana Código Paz, del director dominicano Pedro Urrutia, filme preseleccionado para optar a los Premios Goya de 2015, en la categoría de Mejor película iberoamericana.
En 2015, tiene una participación especial en la película Pa'l campamento, de Roberto Ángel Salcedo, y en 2022, participó en la película El App, en donde interpreta a Tony.

## Filmografía
- Mi familia perfecta (2018) - Tito Pérez
- Bajo el mismo cielo (2015-2016) - Cristóbal Méndez
- Marido en alquiler (2013-2014) - Máximo Durán
- El rostro de la venganza (2012-2013) - Alex Maldonado
- Mía Mundo (2012) - Ryan Belt
- Corazón valiente (2012) - Renzo Mancilla
- Corazón apasionado (2011-2012) - Marcos Pérez / Martín Vegas
- Eva Luna (2010-2011) - Bruno Lombardi
- Sacrificio de mujer (2010) - Marcos
- Más sabe el diablo (2009-2010) - Osvaldo Guerra  (Fiscal)
- El rostro de Analía (2008) - Mauricio Montiel
- Trópico (2006) - Juan Pablo Guzmán